# Estación de Son Costa-Son Fortesa
Son Costa-Son Fortesa es un intercambiador ferroviario subterráneo de la línea M1 del Metro de Palma de Mallorca. Cuenta también con parada de las tres líneas que gestiona Servicios Ferroviarios de Mallorca (SFM), T1 (Palma de Mallorca-Inca), T2 (Palma de Mallorca-La Puebla) y T3 (Palma de Mallorca-Manacor). En un futuro se cruzarán en la estación las anteriores líneas con la prevista línea Palma Llucmajor.

## Situación ferroviaria
La estación se encuentra en el punto kilométrico 1,3 de la línea férrea de ancho métrico Palma-Manacor, a 24 metros de altitud, entre las estaciones de Jacinto Verdaguer y Son Fuster. El tramo es de vía doble y está electrificado a 1500 V en CC.

## Historia
Fue inaugurada el 1 de marzo de 2007 coincidiendo con el día de las Islas Baleares para el servicio de trenes y el 25 de abril del mismo año para el servicio de metro, tan sólo 33 días antes de las elecciones municipales y autonómicas. Por este motivo no se hizo ninguna inauguración oficial, aunque la entonces alcaldesa de la ciudad, Catalina Cirer, viajó en el metropolitano ese día. Hasta el 1 de octubre sería gratuito su uso, con el objetivo de que los usuarios conocieran la infraestructura.
Los días 27 de agosto y 23 de septiembre de 2007 se produjeron graves inundaciones en la línea M1 de Metro, con lluvias en torno a los 15 l/m². También se produjeron filtraciones en la Estación Intermodal, por lo que se acordó el cierre provisional de la línea hasta que los técnicos resolvieran los problemas estructurales. El servicio se restableció el 28 de julio de 2008. El 16 de febrero de 2012 se inauguró la electrificación de las líneas de cercanías de SFM.
El primer viaje de la línea M2 de Metro se realizó el 13 de marzo de 2013, sobre la base de la infraestructura de la red de cercanías. SFM decidió entre Palma y Marrachí ofrecer un servicio de metro, sustituyendo al que venían haciendo sus trenes de cercanías, con el propósito de ofrecer mejor cobertura al área metropolitana de Palma de Mallorca. Finalmente, el 29 de abril de 2022, SFM decidió cerrar la línea M2 de metro, traspasando la práctica totalidad de sus servicios a las líneas de cercanías de SFM, que explota en la actualidad un total de 77 kilómetros de vías en ancho métrico.

## La estación
Se localiza en el subsuelo de la calle Jacinto Verdaguer, entre las calles Andrés Segovia y Tomás Luis de Victoria. La estación se puso en servicio en febrero de 2007 sólo para el servicio de tren y en abril del mismo año se abrió también para el metro de Palma. La estación dispone de dos accesos, con escaleras y ascensor cada uno de ellos, por la acera este de la calle Jacinto Verdaguer, uno para el tren y el otro para el metro. Cada uno de los accesos baja directamente al andén correspondiente, La estación dispone de dos andenes centrales con una vía en cada sentido a ambos lados de cada andén, siendo uno de ellos el que da servicio a las dos vías del tren y el otro a las dos vías del metro. Las máquinas de venta billetes y las barreras tarifarias se sitúan al mismo nivel de las vías, en los extremos de los andenes lado Inca/UIB. No hay conexión directa entre ambos servicios a pesar de compartir la misma plataforma, debiendo de realizar el trasbordo accediendo nuevamente por el exterior.

### Distribución
En la estación hay un nivel subterráneo con dos partes separadas e incomunicadas para tren y metro:
- Distribuidor, taquillas, control de accesos, instalaciones de seguridad y zona de equipamientos y servicios.
- 2 vías con andén central para la línea de metro.
- 2 vías con andén central para las líneas de tren.

El transbordo de tren a metro o viceversa debe realizarse por la calle, teniendo que cruzar las barreras tarifarias.

### Accesos
- Jacint Verdaguer Parque de Son Costa

## Servicios ferroviarios

### Metro
El horario de la línea M1 del Metro de Palma puede verse en este enlace. Existe una frecuencia de paso 20 minutos en días laborables y de 30 minutos los sábados por la mañana. Esta línea no presta servicio los sábados por la tarde ni domingos y festivos. Dichos se prestan con unidades eléctricas de la serie 71 de SFM. 
En cuanto a la línea M2 del Metro de Palma, suprimida casi en su totalidad en 2022, sólo presta servicios residuales, limitándose a dos circulaciones al día en días laborables. No existe este servicio en sábados y festivos, ni en sentido Palma-Marrachí. Éstos se prestan también con trenes de la serie 71 de SFM, circulando sin denominación de línea.
| procedencia/destino | < estación        | Línea      | estación >        | destino/procedencia               |
| ------------------- | ----------------- | ---------- | ----------------- | --------------------------------- |
| Palma de Mallorca   | Jacinto Verdaguer |            | Son Fuster Vell   | Universidad de las Islas Baleares |
| Marrachí            | Son Fuster        | [ nota 2 ] | Jacinto Verdaguer | Palma de Mallorca                 |

### Cercanías
La estación forma parte de las tres líneas de la red de cercanías de Servicios Ferroviarios de Mallorca (SFM). El servicio se presta con trenes eléctricos de la serie 81 de SFM, fabricados por CAF.
El horario de frecuencias de la estación puede consultarse en la siguiente página. En general, hay una frecuencia mínima de diez minutos hacia Palma en laborables y hasta de treinta minutos hacia Palma en sábados y festivos. Los tiempos de paso aumentan en las conexiones con La Puebla y Manacor, pudiendo llegar en algún momento a ser superior a la hora. Algunos de los servicios, conocidos coloquialmente como Inca Exprés y especialmente de la T2, circulan sin parada por la estación.
| procedencia/destino | < estación        | Línea      | estación > | destino/procedencia |
| ------------------- | ----------------- | ---------- | ---------- | ------------------- |
| Palma de Mallorca   | Jacinto Verdaguer | [ nota 3 ] | Son Fuster | Inca                |
| Palma de Mallorca   | Jacinto Verdaguer |            | Son Fuster | La Puebla           |
| Palma de Mallorca   | Jacinto Verdaguer |            | Son Fuster | Manacor             |